# 宮島恵子
宮島 恵子（みやじま けいこ、1965年9月24日 - ）は、日本の女子元バレーボール選手。1984年ロサンゼルスオリンピックバレーボール女子銅メダリスト。

## 球歴
- 所属チーム履歴
  - 市立植竹中 → 八王子実践高校 → 日立（1984-1988年）
- 全日本代表 - 1984-1986年

## テレビ出演
- 一枚の写真（1985年11月5日、フジテレビ）